# Зельончин (Західнопоморське воєводство)
Зельончин (пол. Zielonczyn) — село в Польщі, у гміні Степниця Голеньовського повіту Західнопоморського воєводства.
Населення — 81 особа (2011).
У 1975-1998 роках село належало до Щецинського воєводства.

## Демографія
Демографічна структура станом на 31 березня 2011 року:
|          | Загалом | Допрацездатний вік | Працездатний вік | Постпрацездатний вік |
| -------- | ------- | ------------------ | ---------------- | -------------------- |
| Чоловіки | 41      | 13                 | 27               | 1                    |
| Жінки    | 40      | 7                  | 27               | 6                    |
| Разом    | 81      | 20                 | 54               | 7                    |